# The Junkman
The Junkman – film z 1982 roku, który wyreżyserował, wyprodukował oraz odegrał główną rolę, Harlana B. Hollisa H. B. Halicki.

## Fabuła
Harlan B. Hollis, kaskader filmowy, próbuje przeżyć, gdy wynajęci przez zazdrosnego kolegę zabójcy chcą go zabić.